# Macau nos Jogos Paralímpicos de Verão de 2004
Macau participou dos Jogos Paraolímpicos de Verão de 2004, em Atenas, na Grécia. A Região administrativa especial chinesa foi representada foi um atleta, Kit Man, contudo a delegação consistiu em seis pessoas. O chefe da delegação foi Fernando Gomes.
Kit Man competiu nos 100 metros T36, evento do atletismo. Encerrando a sua bateria em último lugar com o tempo de 17.67 segundos. Não avançou para o evento final.